# Jezréel
Jezréel vagy Jiszreel (héberül: יזרעאל, jelentése Isten vet) ókori város Palesztina területén, a hasonló nevű Jezréel-völgyben. A mai Afula városától 8 km-re DK-re feküdt.

## Története
A korai bronzkor idején (Kr. e. 2750-2300) már egy kicsi település állt itt. A régészek a egy vaskori erődítmény maradványait is feltárták, amelyet a Bibliában említett Jezréel romjainak azonosítanak.
Az izraeliták honfoglalásakor Izsakhár törzse kapta a területet majd az Egységes Izraeli Királyság kettészakadása után az Izraeli Királysághoz tartozott.
Az erődöt a Kr. e. 9. században építették, valószínűleg Omri uralkodása alatt. Jezréel később Akháb király és dinasztiájának lakhelye lett. Jéhu itt ölette meg Izebel királynőt. Jezréelt nem sokkal később, valószínűleg az arámiak pusztították el. A hellenisztikus korban Esdrelon néven volt ismert. A középkorban egy falu létezett a területen, ma egy kibuc áll itt hasonló néven (Yizre'el  יִזְרְעֶאל).

## Fordítás
Ez a szócikk részben vagy egészben  a   Jezreel című angol Wikipédia-szócikk fordításán alapul.  Az eredeti cikk szerkesztőit annak laptörténete sorolja fel. Ez a jelzés csupán a megfogalmazás eredetét és a szerzői jogokat jelzi, nem szolgál a cikkben szereplő információk forrásmegjelöléseként.